# Qinjia, Sichuan
Qinjia (kinesiska: 秦家) är en köping i Kina. Den ligger i provinsen Sichuan, i den sydvästra delen av landet, omkring 71 kilometer sydväst om provinshuvudstaden Chengdu. Antalet invånare är 30 124. Befolkningen består av 15 005 kvinnor och 15 119 män. Barn under 15 år utgör 10,0 %, vuxna 15-64 år 76 %, och äldre över 65 år 13,0 %.
Genomsnittlig årsnederbörd är 1 367 millimeter. Den regnigaste månaden är juli, med i genomsnitt 383 mm nederbörd, och den torraste är januari, med 12 mm nederbörd.